# Hakone Ekiden
Der Hakone Ekiden (japanisch 箱根駅伝; offiziell 東京箱根間往復大学駅伝競走 Tōkyō Hakone kan Ōfuku Daigaku Ekiden Kyōsō, deutsch „Universitäts-Ekiden zwischen Tokio und Hakone“) ist ein Staffelrennen (Ekiden) zwischen japanischen Universitätsteams, das jährlich am 2. und 3. Januar ausgetragen wird. Zehn Läufer pro Universität legen eine Strecke von insgesamt 217,1 Kilometern zurück, wobei sie am ersten Tag vom Startpunkt in Tokio nach Hakone laufen und am nächsten Tag auf größtenteils gleicher Strecke zurück nach Tokio. Der Hakone Ekiden wurde erstmals 1920 ausgetragen und genießt in Japan eine hohe Popularität, so erreicht die Liveübertragung des vollständigen Rennens bei Nippon TV regelmäßig Einschaltquoten von etwa 30 %.

## Modus

### Überblick

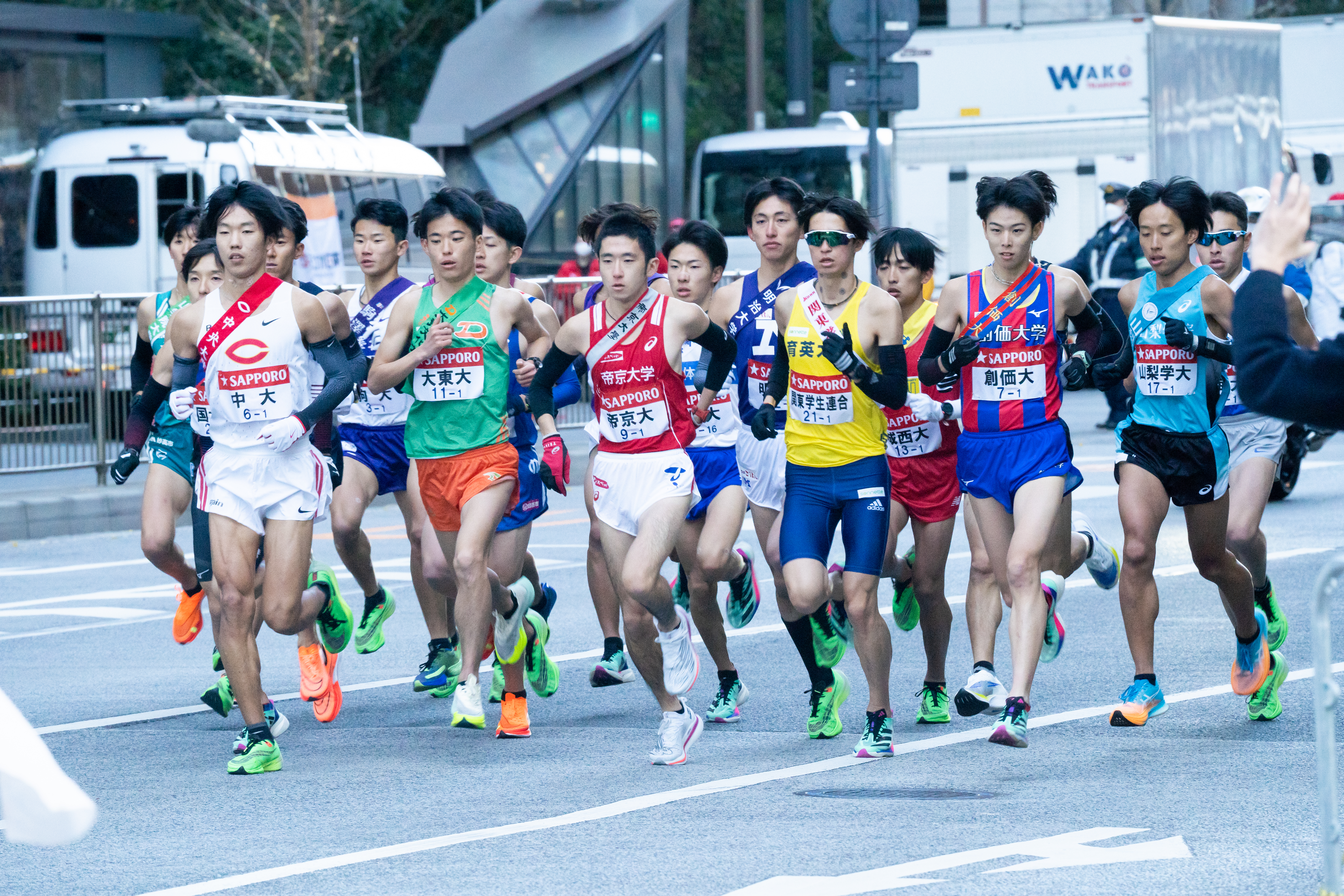
Läufer beim Hakone Ekiden 2023

Die Universitätsteams absolvieren auf zwei Tage verteilt eine insgesamt 217,1 Kilometer lange Strecke, wobei zehn aufgestellte Läufer einer Universität – fünf pro Tag – jeweils Distanzen im Bereich eines Halbmarathons (21,0975 km) bewältigen. Der Start erfolgt jährlich am 2. Januar im Zentrum von Tokio in der Nähe des Kaiserpalasts, Ziel am ersten Tag ist der Ashi-See in Hakone. Am 3. Januar wird auf größtenteils gleicher Strecke zurück nach Tokio gelaufen. Es treten meist 20 Universitäten an, von denen 10 auf Grund ihrer Top-10-Platzierung aus dem Vorjahr gesetzt sind und weitere 10 sich bei einem Qualifikationsrennen qualifiziert haben. Hinzu kommt ein Auswahlteam von Studenten, deren Universitäten sich nicht qualifizieren konnten.
Teilnahmeberechtigt sind ausschließlich Universitäten aus der Kanto-Region, die der ausrichtenden Inter-University Athletic Union of Kanto (japanisch 関東学生陸上競技連盟 Kantō gakusei rikujō kyōgi renmei, kurz KGRR) angehören. Der Hakone Ekiden hat somit einen kleineren Einzugsbereich als die zwei weiteren großen Universitäts-Ekiden, der Izumo Ekiden und der All Japan University Men’s Ekiden, überragt aber beide an Bedeutung. Zudem werden die zwei genannten Ekiden ebenfalls von den Universitäten aus Kanto dominiert.

### Wertung
Der Sieg geht an die nach zwei Tagen schnellste Universität; die Top 10 qualifizieren sich automatisch für das folgende Jahr. Die Läufer können sich durch Streckenrekorde auf einer der zehn Etappen auszeichnen, außerdem wird eine Trophäe an den „Most Valuable Player“ verliehen. Das Auswahlteam nimmt außerhalb der Wertung teil, es zählt also weder für die Endwertung, noch können die Mitglieder Streckenrekorde aufstellen.

### Tasuki und vorgezogener Start
Anstelle eines Staffelstabes tragen die Läufer wie bei Ekiden üblich einen Tasuki – eine schmale Schärpe, die während des Laufs über einer Schulter und unter dem gegenüberliegenden Arm getragen wird. Zusätzlich zur Funktion als Staffelstab hat der Tasuki eine hohe emotionale Bedeutung, so wird ihm neben der Verkörperung des Teamgedankens auch zugeschrieben, die Aufwendungen jedes einzelnen Läufers zu symbolisieren. Generell hat jede Universität einen Tasuki in ihren eigenen Farben, erfolgt ein Wechsel aber nicht innerhalb einer bestimmten Richtzeit, wird der nächste Läufer mit einem vom Veranstalter bereitgestellten weiß-gelb gestreiften Tasuki losgeschickt und die verbleibende Zeit des vorherigen Läufers am Ende auf die Gesamtzeit addiert. Das ist bis zum zweiten Wechsel bei 10 Minuten Rückstand, bei Wechsel drei und vier bei 15 Minuten und bei allen Wechseln am zweiten Tag bei 20 Minuten Rückstand der Fall. Nur die Schlussläufer eines jeden Tages dürfen im Falle eines vorgezogenen Starts mit einem Tasuki in ihren Universitätsfarben loslaufen. Generell gilt es als Schmach, den Tasuki nicht rechtzeitig an den nächsten Läufer zu übergeben, so brechen zu spät ankommende Läufer in der Wechselzone oft in Tränen aus.
Auch beim Start des zweiten Tages erfolgt ein vorgezogener Start, Teams mit mehr als 10 Minuten Rückstand laufen gemeinsam los und bekommen die verbleibende Zeit auf ihr Endergebnis addiert. Zusammen mit den weiteren vorgezogenen Starts führt das dazu, dass sich die Reihenfolge des Zieleinlaufs im hinteren Feld von dem tatsächlichen Endergebnis unterscheiden kann.

## Popularität

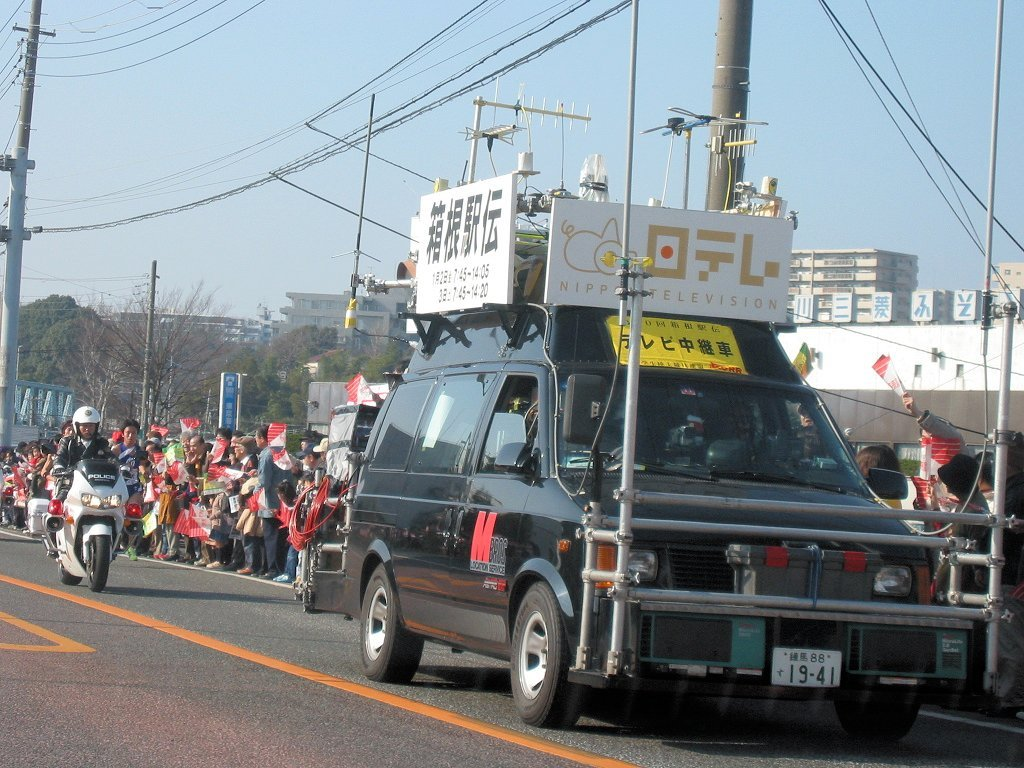
Übertragungswagen (2004)

Der Hakone Ekiden wird live und in voller Länge bei Nippon TV übertragen. Die Einschaltquoten bewegen sich jährlich im Bereich von 25–30 %, womit das Rennen zu den meistangeschauten Sportereignissen in Japan gehört. Die Liveübertragung existiert seit 1987 und führte zu einem Popularitätsschub der Veranstaltung, vorher gab es seit 1953 bereits eine Radioübertragung und von 1979 bis 1986 eine Kombination aus Zusammenfassung und Liveausschnitten im TV Tokyo. Die Übertragung ist mit dem Einsatz von Übertragungswagen, Motorrädern und Helikoptern aufwendig inszeniert, Nippon TV nannte 2013 eine Gesamtzahl von 1000 an der Übertragung beteiligten Personen. Abseits des Fernsehbildschirms wird die Zahl der jährlich am Streckenrand versammelten Zuschauer mit über einer Million geschätzt, für Stimmung sorgen zusätzlich Cheerleader und Bands der Universitäten.

## Teilnehmerfeld

### System in Japan
Ähnlich dem US-amerikanischen Sportssystem mit High School und College findet leistungsambitionierter Laufsport in Japan im entsprechenden Alter an den Schulen und Universitäten statt. Nach dem Universitätsabschluss haben leistungsstarke Läufer die Möglichkeit, einem der zahlreichen Firmenteams beizutreten, bei deren Sponsor – Firmenteams unterhalten etwa Honda, Toyota oder Fujitsu – sie typischerweise für einige Arbeitsstunden einer belastungsarmen Tätigkeit nachgehen, sonst aber als Laufprofis bezahlt werden. Während auf allen Ebenen auch Wettkämpfe und Meisterschaften in den international üblichen Disziplinen Bahn-, Cross- und Straßenlauf stattfinden, haben zusätzlich die von Oktober bis Januar ausgetragenen Ekiden einen hohen Stellenwert. Bereits auf Oberschulebene gibt es eine live im TV übertragene nationale Ekiden-Meisterschaft. Der Hakone Ekiden ist der Höhepunkt der Ekiden-Saison und hat höhere Einschaltquoten als der New Year Ekiden, die nationale Meisterschaft zwischen den Firmenteams der Männer, am Vortag. Dieser Schwerpunkt auf Ekiden und besonders den Hakone Ekiden wird zuweilen als Grund für den verloren gegangenen Anschluss der japanischen Langstrecken- und Marathonläufer an die Weltspitze genannt.

### Universitäten
Die Universitäten mit Ekiden-Ambitionen unterhalten Leichtathletik-Clubs, zu denen neben einer Vielzahl von Läufern auch ein Mitarbeiterstab gehört. Üblich sind 40 bis 60 Athleten, ein Cheftrainer nebst weiteren Trainern und sogenannte Manager, die selbst Studenten sind und das Team in verschiedenen Angelegenheiten während Training, Wettkampf und in der Öffentlichkeitsarbeit unterstützen. Während in der zweiten Jahreshälfte die Ekiden-Saison mit dem Izumo Ekiden im Oktober, dem All Japan University Men’s Ekiden im November und schließlich dem Hakone Ekiden im Januar stattfindet, nehmen die Teams in der verbleibenden Zeit neben dem Training an verschiedenen Bahn- und Straßenläufen teil, wie etwa bei den Universitätsmeisterschaften auf der Bahn. Im Sommer sind Trainingslager in ländlich-bergigen Regionen wie Hokkaido oder Tohoku üblich, allgemein sind japanische Universitäten für hohe Trainingsumfänge bekannt.

### Ausländische Studenten
Nachdem 1983 Douglas Wakiihuri als erster Kenianer einem Firmenteam beitrat, nahm mit der Yamanashi-Gakuin-Universität 1988 auch erstmals eine Universität zwei kenianische Läufer in ihr Team auf. Seitdem emigrieren immer wieder Läufer aus vor allem ostafrikanischen Ländern nach Japan, um für Oberschulen, Universitäten oder Firmenteams anzutreten, wobei der Großteil aus Kenia kommt und bei Firmenteams unter Vertrag steht. Beim Hakone Ekiden darf seit einer Regeländerung 2006 nur ein ausländischer Läufer eingesetzt werden, wobei nach drei Erfolgen der Yamanashi-Gakuin-Universität von 1992 bis 1995 kein Team mit nicht-japanischer Unterstützung mehr siegreich war.

## Ursprung

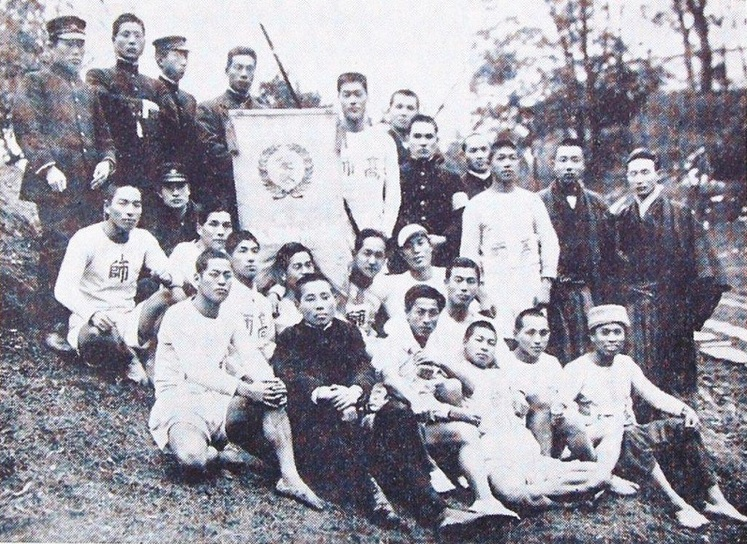
Höhere Normalschule Tokio, Sieger des 1. Hakone-Ekiden.

Als erster Ekiden-Wettbewerb gilt ein 1917 von der Zeitung Yomiuri Shinbun gesponserter Lauf über drei Tage und 516 Kilometer von Kyoto nach Tokio. Einer der Teilnehmer, Shiso Kanaguri, der selbst drei Mal an Olympischen Spielen teilnahm und sich in der Taishō-Zeit als Förderer des einheimischen Laufsports hervortat, soll daraufhin auf einen Ekidenlauf zwischen den 13 Universitäten, die der 1919 gegründeten Inter-University Athletic Union of Kanto (KGRR) angehörten, hingearbeitet und schließlich die Zeitung Hochi (später mit der Yomiuri Shinbun vereint) überzeugt haben, die Kosten von 50.000 Yen vorzuschießen. So fand 1920 mit vier teilnehmenden Universitäten, denen es gelang, ein zehnköpfiges Team zusammenzustellen (Höhere Normalschule Tokio, Meiji, Waseda, Keio), der erste Hakone Ekiden zwischen Tokio und Hakone statt.
In den Folgejahren entwickelte sich der Hakone Ekiden zu einem jährlich stattfindenden Ereignis; Ausnahmen waren nur die Jahre 1941 und 1942 sowie 1944 bis 1946, in denen der Hakone Ekiden wegen des Zweiten Weltkrieges abgesagt wurde. Seit 1955 findet der Lauf am 2. und 3. Januar statt; mit Ausnahme der im Februar abgehaltenen Erstaustragung wurde er auch bis dahin schon jährlich an den ersten Januartagen veranstaltet.

## Qualifikation

### Überblick
| Leistungsdichte Yosenkai | Leistungsdichte Yosenkai | Leistungsdichte Yosenkai | Leistungsdichte Yosenkai |
| Zeit                     | Jahr                     | Jahr                     | Jahr                     |
| Zeit                     | 2018                     | 2019                     | 2020                     |
| ------------------------ | ------------------------ | ------------------------ | ------------------------ |
| < 1:01:00 h              | 1                        | 0                        | 4                        |
| < 1:02:00 h              | 6                        | 2                        | 13                       |
| < 1:03:00 h              | 15                       | 5                        | 60                       |
| < 1:04:00 h              | 62                       | 17                       | 173                      |
| < 1:05:00 h              | 129                      | 49                       | 246                      |
| < 1:06:00 h              | 202                      | 120                      | 308                      |
| < 1:07:00 h              | 248                      | 193                      | 360                      |
| < 1:08:00 h              | 284                      | 248                      | 385                      |
| < 1:09:00 h              | 318                      | 281                      | 404                      |
| < 1:10:00 h              | 344                      | 311                      | 421                      |
| Tln.-Zahl                | 457                      | 506                      | 547                      |

Während die 10 bestplatzierten Universitäten aus dem Vorjahr gesetzt sind, können sich die weiteren Universitäten die Teilnahme bei einem im Oktober ausgetragenen Qualifikationsrennen, dem Hakone Ekiden Yosenkai, erlaufen. Bei dem Rennen über die Halbmarathondistanz (bis 2017 langjährig 20 Kilometer) nehmen jährlich um die 50 Universitäten mit je 10 bis maximal erlaubten 12 Läufern teil, Austragungsort ist das westlich von Tokio gelegene Tachikawa mit Start und Ziel am Militärflugplatz und dem innenliegenden Showa-Kinen-Park. Für den Hakone Ekiden qualifizieren sich die Universitäten, die nach Addition der 10 besten Einzelzeiten auch zu den 10 besten Teams gehören. Ein weiteres Team, die Kanto Student Union (japanisch 関東学生連合チーム Kantō gakusei rengō chiimu) wird aus topplatzierten Studenten von Universitäten, denen die Qualifikation nicht gelingt, zusammengestellt. Zusätzliche Voraussetzungen hierfür sind allerdings, dass nur ein Athlet pro Universität erlaubt ist und ein infrage kommender Läufer noch nie am Hakone Ekiden teilgenommen hatte.
Auch ohne die bereits gesetzten 10 bestplatzierten Universitäten aus dem Vorjahr gilt der Yosenkai besonders von der Leistungstiefe her als einer der bestbesetzten Halbmarathonläufe der Welt. So erzielte die 2020 siegreiche Juntendo-Universität eine Gesamtzeit von 10:23:34 h, was einem Durchschnitt von 1:02:21 h pro Läufer entspricht, während den Läufern der zehntplatzierten Senshu-Universität mit 10:33:59 h und damit im Schnitt 1:03:24 h als letzte Universität noch die Qualifikation gelang. Für Universitäten ohne groß aufgezogenes Langstreckenteam kann es derweil aber bereits eine Motivation darstellen, überhaupt ein Team aus genügend teilnahmeberechtigten Studenten für den Yosenkai zusammenstellen zu können. Kriterium hierfür ist eine Zeit von 34:00 min über 10.000 Meter oder 16:30 min über 5000 Meter auf der Bahn, die ein Läufer seit dem 1. Januar des Vorjahres unterboten haben muss. Das bei 46 gewerteten Universitäten letztplatzierte Team im Jahr 2020 benötigte 12:32:37 h oder im Schnitt 1:15:16 h.

### Geschichte
Qualifikationsrennen für den Hakone Ekiden werden seit 1947 abgehalten. Die genauen Einzelheiten änderten sich immer wieder, so mussten bis zur 32. Austragung 1956 alle Schulen antreten, obwohl die Anzahl der teilnehmenden Universitäten geringer war als die Zahl von 15 zu vergebenden Startplätzen. Danach wurde das noch heute gültige System mit 10 (zwischenzeitlich auch 9) aus dem Vorjahr qualifizierten Teams eingeführt. Die Streckenlänge betrug zunächst 10 Meilen (16,1 km) und lag danach von der 41. Austragung 1965 bis zur 94. Austragung 2018 mit Ausnahme der 80. Austragung 2004 bei 20 Kilometern. Danach wurde auf die Halbmarathondistanz (21,0975 km) umgestellt. Seit der 81.
Austragung 2005 ist der Militärflugplatz in Tachikawa fester Austragungsort des Yosenkai.

## Strecke

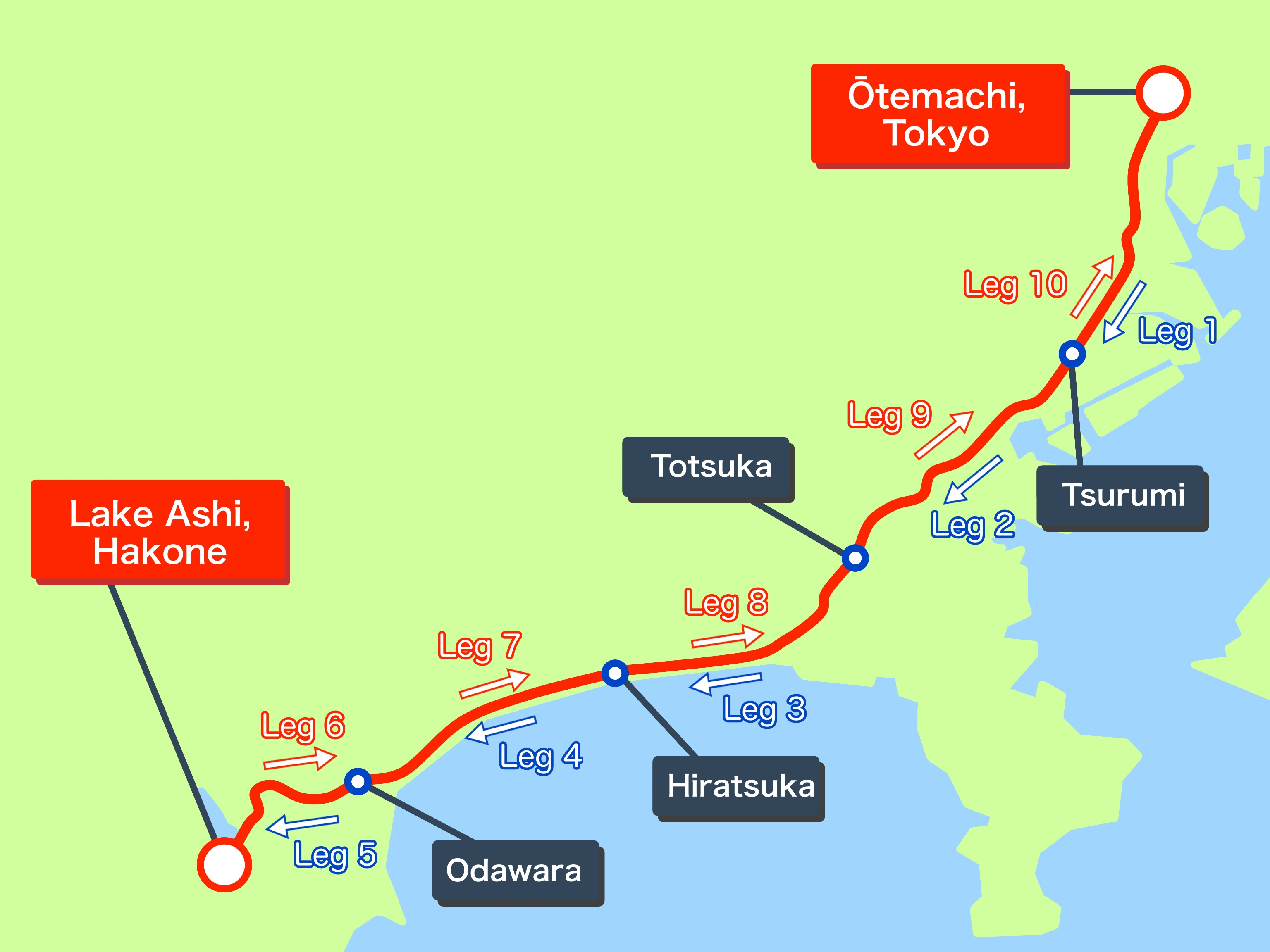
Skizzenhafte Darstellung des Streckenverlaufes

Die Streckenlänge des gesamten Kurses wird von der ausrichtenden KGRR Stand 2024 mit 217,1 km angegeben, davon entfallen 107,5 km auf den ersten Tag und 109,6 km auf den zweiten Tag. In der Vergangenheit änderten sich Einzelheiten wie der genaue Streckenverlauf oder die Wechselpunkte immer wieder auf Grund natürlicher Gegebenheiten oder konzeptioneller Änderungen, das Grundkonzept mit einem Kurs zwischen Tokio und Hakone blieb aber immer dasselbe. Außerdem unternimmt die KGRR alle zehn Jahre Neuvermessungen, sodass sich auch bei gleich bleibender Strecke die offizielle Angabe der Streckenlänge ändern kann. Bis 1943 sind die exakten Streckenlängen oft nicht bekannt, sollen sich aber zumeist bei etwa 150 Meilen, was 241,4 Kilometern entspricht, befunden haben. Danach blieben sie mit um die 220 Kilometer bis heute ähnlich.
Die bei den einzelnen Etappen angegebenen Streckenrekorde sind Stand 2024 aktuell und beziehen sich auf die aktuelle Strecke.

### Tag 1

#### Etappe 1 (21,3 km)
Ōtemachi, Tokio – Tsurumi, Yokohama
Der Start des Hakone Ekiden erfolgt jährlich um 8:00 Uhr vor dem Hauptsitz der Tageszeitung Yomiuri Shinbun in der Nähe des Kaiserpalasts. Die Strecke führt auf den ersten Kilometern durch die Bezirke Chiyoda und Minato am Bahnhof Tokio, dem Hibiya-Park und dem Tempel Zōjō-ji vorbei, verlässt dann die Hauptstadt südwestlich durch die Bezirke Shinagawa und Ōta und erreicht über das zwischenliegende Kawasaki schließlich den Wechselpunkt im Nordosten Yokohamas. Die Etappe ist größtenteils sehr flach und mit 21,3 km etwas länger als ein Halbmarathon. Als ein entscheidender Punkt gilt die Rokugo-Brücke zwischen Ota und Kawasaki über den Fluss Tama nach etwa 18 Kilometern, deren leichter Abstieg öfters zum Attackieren genutzt wird.
Die bisher schnellste Zeit auf diesem Abschnitt lief Yamato Yoshii für die Chuo-Universität, der 2022 nach 1:00:40 h übergab und damit den lange bestehenden Rekord von Yuki Sato (Tokai-Universität) aus dem Jahr 2007 um 26 Sekunden verbesserte.

#### Etappe 2 (23,1 km)
Tsurumi, Yokohama – Totsuka, Yokohama
Mit 23,1 km folgt bereits die längste Etappe am ersten Tag, weshalb die Universitäten traditionell oft ihren stärksten Läufer einsetzen. Nach flacher erster Hälfte durch die Stadtbezirke Kanagawa und Nishi vorbei am Bahnhof Yokohama wartet ab Kilometer 13 mit dem sogenannten Gontazaka die erste längere Steigung des Hakone Ekiden mit etwa auf zwei Kilometern verteilten 50–60 Höhenmetern. Die nächsten vier Kilometer führen wieder leicht bergab, danach bleibt die Strecke bis zum Wechselpunkt im Stadtbezirk Totsuka wellig. Insgesamt sind mehr positive als negative Höhenmeter zu bewältigen.
Den Streckenrekord hält seit 2021 der Kenianer Vincent Yegon (Tokyo International University) mit 1:05:49 h. Er war damit acht Sekunden schneller als Akira Aizawa (Toyo-Universität) im Vorjahr, vor Aizawa hielt der Kenianer Mekubo Mogusu (Yamanashi-Gakuin-Universität) mit 2009 gelaufenen 1:06:04 h die Bestmarke.

#### Etappe 3 (21,4 km)
Totsuka, Yokohama – Hiratsuka
Die dritte Etappe führt auf der ersten Hälfte heraus aus Yokohama über Fujisawa an die Südküste der Präfektur Kanagawa. Entlang der Sagami-Bucht und mit Blick auf den Vulkan Fuji werden die Küstenstädte Chigasaki und Hiratsuka erreicht, in Letzterer befindet sich der Wechselpunkt. Während die ersten neun Kilometer leicht bergab führen, bleibt es danach weitgehend flach. Je nach Wetterlage kann das Rennen durch Seewind beeinflusst werden.
Der für die Tokyo International University startende Kenianer Vincent Yegon blieb im Jahr 2020 mit 59:25 min als erster Athlet unter einer Stunde, die alte Bestmarke hatte Homare Morita von der Aoyama-Gakuin-Universität im Vorjahr mit 1:01:26 h erzielt.

#### Etappe 4 (20,9 km)
Hiratsuka – Odawara
Von 2006 bis 2016 betrug die Distanz der vierten Etappe 18,5 km, womit sie die deutlich kürzeste Etappe des Hakone Ekiden war. 2017 kehrte die Länge zum bereits zuvor existierenden, 2,5 km längeren Format zurück, ohne dass aber die vorherigen Rekorde aus 2005 und früher fortgeführt wurden.
Der Streckenverlauf folgt weiterhin dem Küstenverlauf an der Sagami-Bucht, auf dem Weg zum Wechselpunkt in Odawara werden parallel zur Tokaido-Hauptlinie die Kleinstädte Oiso und Ninomiya passiert. In Odawara überqueren die Läufer den Fluss Sakawa und erreichen vorbei an der Burg Odawara sowie auf den letzten Kilometern leicht ansteigend schließlich den Wechselpunkt. Topographisch kommt die Etappe ansonsten ohne größere An- und Abstiege aus, wenn auch bei insgesamt zehn zu belaufenen Brücken mehrere Wellen überwunden werden.
Die Bestzeit auf der aktuellen Strecke stellte Vincent Yegon von der Tokyo International University im Jahr 2023 mit 1:00:00 h auf, womit er nach Etappe 3 und Etappe 2 in den Jahren 2020 und 2021 seinen dritten Streckenrekord aufstellte. Zuvor lief Yuya Yoshida von der Aoyama-Gakuin-Universität im Jahr 2020 1:00:30 h, womit er 24 Sekunden schneller als Akira Aizawa (Toyo-Universität) im Vorjahr war. Die 18,5 km lange Vorversion bewältigte Kazuki Tamura (Aoyama-Gakuin-Universität) in 54:28 min im Jahr 2015 am schnellsten und vor 2006 galt Atsushi Fujita (Komazawa-Universität) mit 1999 erzielten 1:00:56 h als Rekordhalter.

#### Etappe 5 (20,8 km)
Odawara – Ashi-See, Hakone

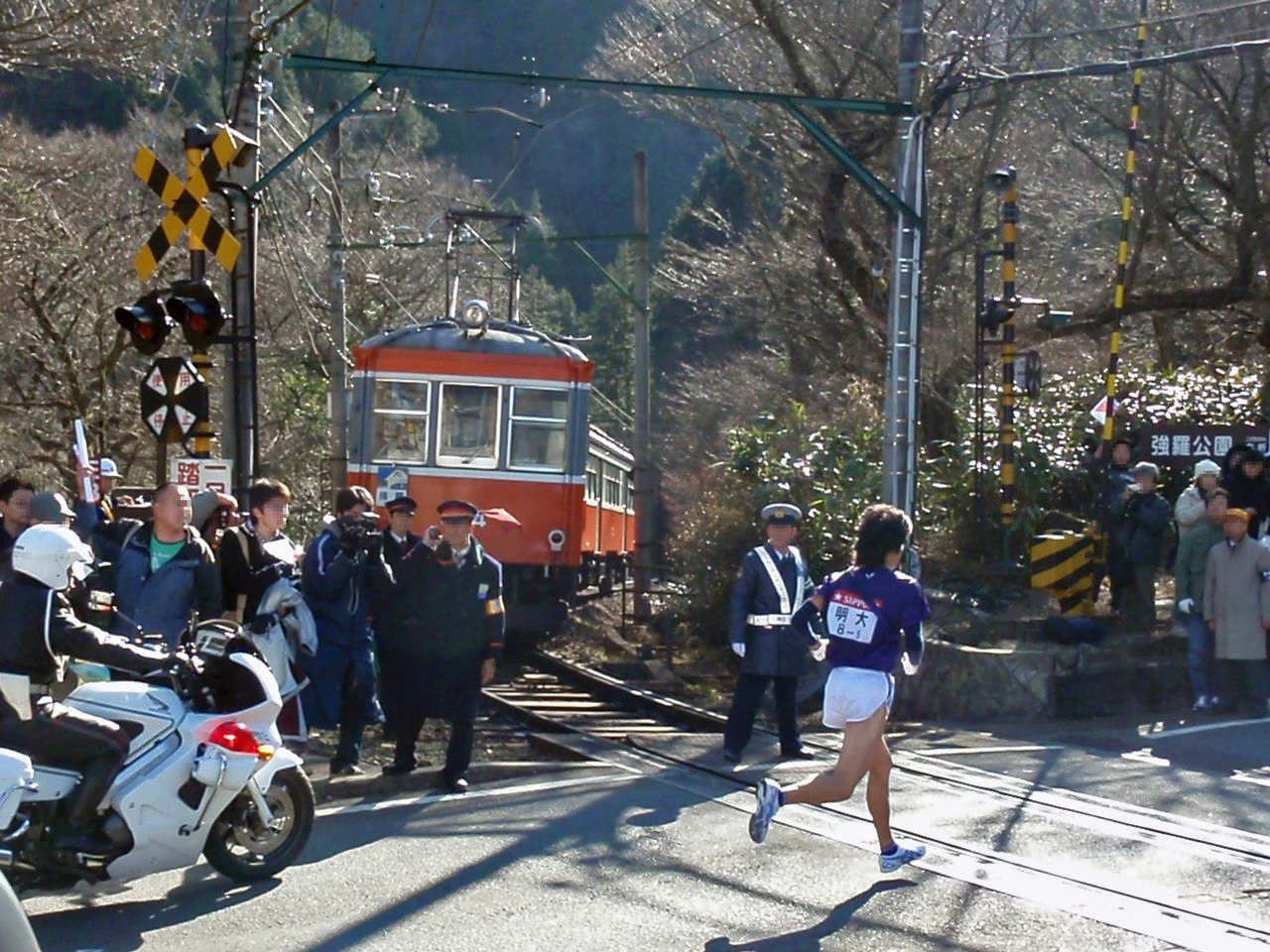
Bahnübergang an der Hakone-Tozan-Linie (2010)

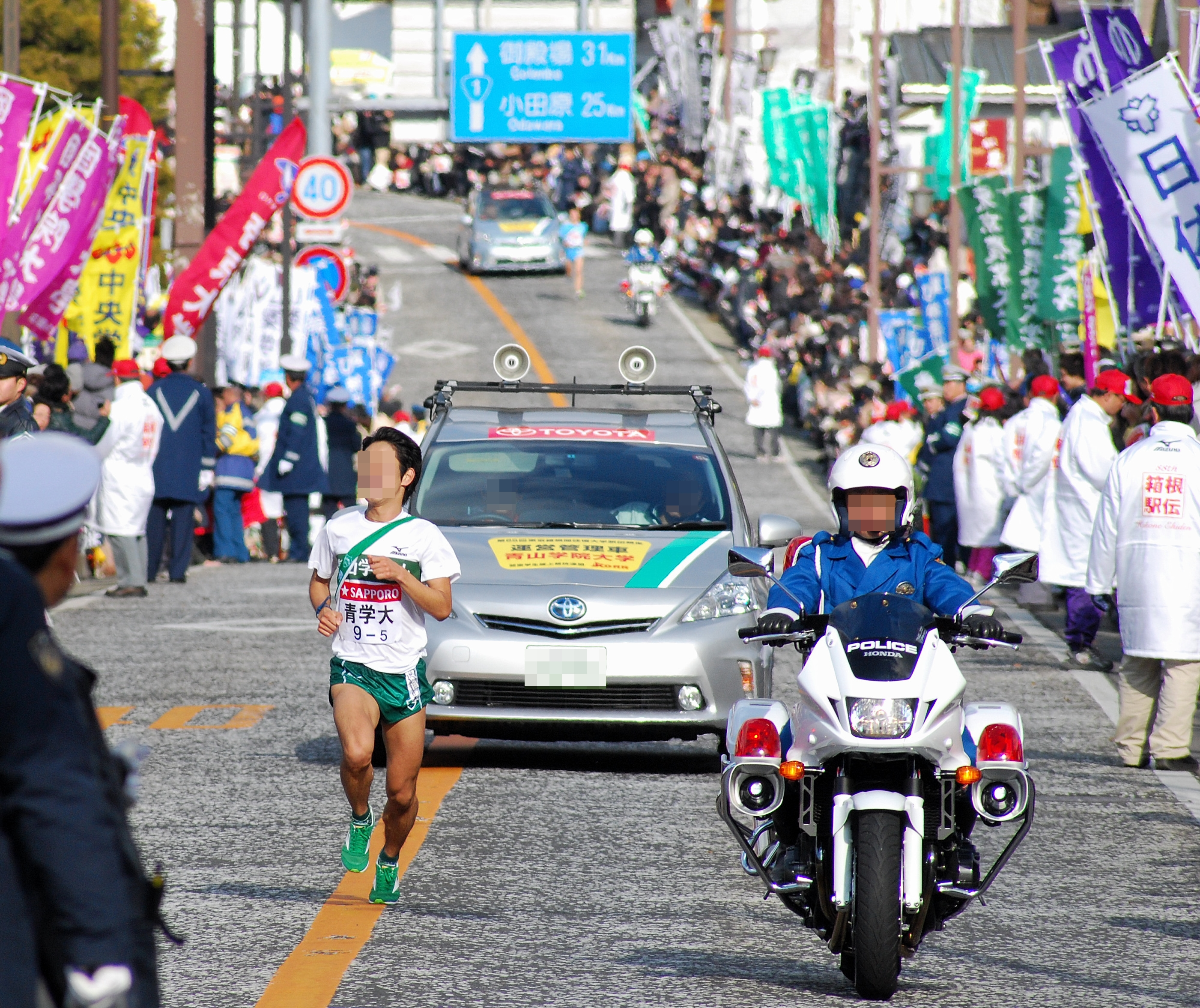
Läufer kurz vor Ziel (2012)

Tag 1 endet mit einer Bergetappe hinauf zum Ashi-See im Gebiet der Kleinstadt Hakone. Auf den Weg dorthin verläuft die Strecke – schon bald im am Odawara grenzenden Hakone angelangt – von Beginn an bergan, wobei es nach sanften Beginn mit dem Passieren des Bahnhofs Hakone-Yumoto zwischen Kilometer drei und vier steiler wird. Danach geht es über teilweise serpentinenartig angelegte Straßen weiter aufwärts, bis schließlich nach 16,2 km der mit 874 m höchste Punkt erreicht ist. Die restlichen viereinhalb Kilometer führen bergab bis ins Ziel.
Von 2006 bis 2016 war die Etappe wegen der Verschiebung des fünften Wechselpunkts mit zunächst angegebenen 23,4 km die längste der zehn Etappen. Nachmessungen korrigierten die Länge ab 2015 auf 23,2 km, obwohl sich die Strecke ab derselben Austragung wegen eines geschlossenen Tunnels, der über eine neu gebaute Straße umgangen wurde, um etwa 20 m verlängerte. Die lange Etappe hatte in den elf Jahren oft einen entscheidenden Einfluss auf das Endergebnis, so stellte mit Ausnahme von 2016 die am ersten Tag siegreiche Universität in diesem Zeitraum jährlich auch den schnellsten Läufer auf der fünften Etappe. Drei besonders erfolgreiche Bergläufer, Masato Imai (Juntendo-Universität; 2005–2007 auf der Etappe eingesetzt), Ryuji Kashiwabara (Toyo-Universität; 2009–2012) und Daichi Kamino (Aoyama-Gakuin-Universität; 2015–2016) liefen teils mehrere Minuten auf die Konkurrenz heraus und wurden infolgedessen jeweils mit dem Spitznamen „Berggott“ (japanisch 山の神 Yama no Kami) versehen. Mit der 93. Austragung im Jahr 2017 kehrte die ausrichtende KGRR zum alten Format zurück, begründet wurde die Kürzung auf 20,8 km mit dem hohen Einfluss auf das Gesamtergebnis und Fällen von Unterkühlung und Unterzuckerung.
Die Bestzeit auf der seit 2017 verwendeten Strecke hält Yuito Yamamoto von der Josai-Universität mit 1:09:14 h. Vor der zwischenzeitlichen Verlängerung überquerte Masato Imai im Jahr 2005 auf einer sehr ähnlichen Strecke nach 1:09:12 h den Zielstrich, womit er den damaligen Rekord um über zwei Minuten verbesserte. Die vier schnellsten Zeiten auf der 23,4 km langen Etappenversion (2006–2016) erzielte Ryuji Kashiwabara, der den Streckenrekord über 1:17:18 h (2009) sowie 1:17:08 h (2010) schließlich auf 1:16:39 h (2012) verbesserte und in diesen drei Jahren mit der Toyo-Universität auch in der Gesamtwertung siegte. Vor Kashiwabara hielt Masato Imai mit 2007 erzielten 1:18:05 h die Bestzeit. Der nach Kashiwabara und Imai dritte als „Berggott“ bezeichnete Läufer, Daichi Kamino, war 2015 auf der nachgemessenen 23,2-km-Strecke mit 1:16:15 h noch einmal etwas schneller als Kashiwabara.

### Tag 2

#### Etappe 6 (20,8 km)
Ashi-See, Hakone – Odawara
Der Startschuss am zweiten Tag erfolgt um 8:00 Uhr. Die Startläufer jeder Universität werden einzeln mit den Zeitdifferenzen des Zieleinlaufes von Tag 1 auf die Strecke geschickt, wobei aber nach 10 Minuten die bereits weiter zurückliegenden Universitäten gemeinsam loslaufen und die verbleibende Zeit am Ende auf die Gesamtzeit addiert bekommen. Der Streckenverlauf entspricht dem des Vortages, die Teilnehmer laufen also vom Ashi-See aus größtenteils steil bergab zurück nach Odawara.
Anders als bei der fünften Etappe wurde die Strecke nicht zwischenzeitlich auf 23,4 km verlängert, sodass es bis zur 90. Austragung im Jahr 2014 einen länger einheitlichen Streckenrekord gab – Kenta Chiba von der Komazawa-Universität benötigte im Jahr 2011 für die 20,8 km 58:11 min. Die beste Zeit seit der 2015 neu hinzugekommenen Tunnelumgehung gelang Ryoji Tatezawa für die Tokai-Universität im Jahr 2020 mit 57:17 min.

#### Etappe 7 (21,3 km)
Odawara – Hiratsuka
Die siebte Etappe ist durch einen leicht veränderten, küstenferneren Streckenverlauf im Schlussteil 400 Meter länger als die vierte Etappe des Vortages. Den Streckenrekord hält seit 2020 Hiroki Abe von der Meiji-Universität, der 1:01:40 h benötigte und damit 46 Sekunden schneller als zwei Jahre zuvor Keisuke Hayashi (Aoyama-Gakuin-Universität) war, welcher seinerseits wiederum den späteren Marathon-Nationalrekordhalter Yuta Shitara von der Toyo-Universität (1:02:32; 2012) ablöste.

#### Etappe 8 (21,4 km)
Hiratsuka – Totsuka
Die Strecke von Etappe 8 ist wiederum identisch mit der umgekehrten Etappe 3. Dementsprechend verlassen die Läufer nach dem flachen ersten Streckenteil die Küste wieder und erreichen danach über Fujisawa den Wechselpunkt in Totsuka. Nach etwa 16 Kilometern wartet dabei am Tempel Yugyō-ji in Fujisawa ein etwa 500 Meter langer Anstieg, der zu den Steilsten des gesamten Kurses zählt.
Streckenrekordhalter ist Yohei Komatsu, der 2019 für die Tokai-Universität 1:03:49 h benötigte und damit 16 Sekunden schneller als Tetsuhiro Furuta von der Yamanashi-Gakuin-Universität 22 Jahre zuvor war.

#### Etappe 9 (23,1 km)
Totsuka, Yokohama – Tsurumi, Yokohama
Der Streckenverlauf entspricht bis auf eine kurzzeitige Abweichung gegen Etappenende dem des Vortages, sodass die Etappenlänge wie bei Etappe 2 mit 23,1 km angegeben wird. Wie auch auf der zweiten Etappe setzten die Universitäten aufgrund der Streckenlänge oft einen ihrer stärkeren Läufer ein. Nach welligem Beginn wird der Gontazaka diesmal bergab gelaufen, danach bleibt es bis zum Wechsel flach.
Die bisher schnellste Zeit gelang Yuito Nakamura von der Aoyama-Gakuin-Universität im Jahr 2022 mit 1:07:15 h, womit er die alte Bestzeit von Jun Shinoto (Chuo-Gakuin-Universität) aus dem Jahr 2008 um 46 Sekunden verbesserte.

#### Etappe 10 (23,0 km)
Totsuka, Yokohama – Ōtemachi, Tokio
Die weitestgehend flache Schlussetappe führt die Läufer wieder zurück nach Tokio. Sie ist bis zum Schlusspart identisch mit der ersten Etappe, in diesem biegt der Kurs ein Stück hinter dem Hibiya-Park – anstatt gerade Richtung Ziel weiterzuverlaufen – Richtung Osten ab, führt daraufhin nordwärts durch Kyobashi und Nihonbashi, um schließlich wieder gen Westen den Start- und Endpunkt vor dem Gebäude der Yomiuri Shinbun zu erreichen.
Die Bestzeit von 1:07:50 h lief Hironobu Nakakura von der Aoyama-Gakuin-Universität im Jahr 2022.

## Statistik

### Gesamtsieger
Siegreiche Universitäten seit der Erstaustragung 1920. Rekordsieger ist die Chuo-Universität mit vierzehn Siegen, wovon zwölf auf den Zeitraum zwischen 1948 und 1964 entfallen. Es folgen die Waseda-Universität mit dreizehn und die Nihon-Universität mit zwölf Erfolgen, die bei beiden ebenfalls großteils in der ersten Austragungshälfte erzielt wurden. Zweistellige Siegeszahlen weisen weiterhin noch die elf Mal erfolgreiche Juntendo-Universität und die zehn Mal erfolgreiche Nippon-Taiiku-Universität auf. Die aktuell dominierende Aoyama-Gakuin-Universität nahm 2009 nach 33 Jahren erstmals wieder am Hakone Ekiden teil und gewann nach mehreren Top-10-Platzierungen in den Folgejahren bei der Austragung 2015 das erste Mal in ihrer Geschichte.
Aus.: Austragung
Tln.: Anzahl der teilnehmenden Universitäten
| Jahr | Aus.             | Universität                  | Tln.             |
| ---- | ---------------- | ---------------------------- | ---------------- |
| 1920 | 1.               | Höhere Normalschule Tokio    | 4                |
| 1921 | 2.               | Meiji-Universität            | 7                |
| 1922 | 3.               | Waseda-Universität           | 10               |
| 1923 | 4.               | Waseda -2-                   | 9                |
| 1924 | 5.               | Meiji -2-                    | 9                |
| 1925 | 6.               | Meiji -3-                    | 10               |
| 1926 | 7.               | Chuo-Universität             | 7                |
| 1927 | 8.               | Waseda -3-                   | 5                |
| 1928 | 9.               | Meiji -4-                    | 10               |
| 1929 | 10.              | Meiji -5-                    | 9                |
| 1930 | 11.              | Waseda -4-                   | 9                |
| 1931 | 12.              | Waseda -5-                   | 10               |
| 1932 | 13.              | Keio-Universität             | 9                |
| 1933 | 14.              | Waseda -6-                   | 11               |
| 1934 | 15.              | Waseda -7-                   | 13               |
| 1935 | 16.              | Nihon-Universität            | 13               |
| 1936 | 17.              | Nihon -2-                    | 14               |
| 1937 | 18.              | Nihon -3-                    | 14               |
| 1938 | 19.              | Nihon -4-                    | 12               |
| 1939 | 20.              | Senshu-Universität           | 10               |
| 1940 | 21.              | Nihon -5-                    | 10               |
| 1941 | keine Austragung | keine Austragung             | keine Austragung |
| 1942 | keine Austragung | keine Austragung             | keine Austragung |
| 1943 | 22.              | Nihon -6-                    | 11               |
| 1944 | keine Austragung | keine Austragung             | keine Austragung |
| 1945 | keine Austragung | keine Austragung             | keine Austragung |
| 1946 | keine Austragung | keine Austragung             | keine Austragung |
| 1947 | 23.              | Meiji -6-                    | 10               |
| 1948 | 24.              | Chuo -2-                     | 12               |
| 1949 | 25.              | Meiji -7-                    | 12               |
| 1950 | 26.              | Chuo -3-                     | 14               |
| 1951 | 27.              | Chuo -4-                     | 11               |
| 1952 | 28.              | Waseda -8-                   | 14               |
| 1953 | 29.              | Chuo -5-                     | 14               |
| 1954 | 30.              | Waseda -9-                   | 15               |
| 1955 | 31.              | Chuo -6-                     | 15               |
| 1956 | 32.              | Chuo -7-                     | 15               |
| 1957 | 33.              | Nihon -7-                    | 15               |
| 1958 | 34.              | Nihon -8-                    | 15               |
| 1959 | 35.              | Chuo -8-                     | 16               |
| 1960 | 36.              | Chuo -9-                     | 15               |
| 1961 | 37.              | Chuo -10-                    | 15               |
| 1962 | 38.              | Chuo -11-                    | 15               |
| 1963 | 39.              | Chuo -12-                    | 15               |
| 1964 | 40.              | Chuo -13-                    | 17               |
| 1965 | 41.              | Nihon -9-                    | 15               |
| 1966 | 42.              | Juntendo-Universität         | 15               |
| 1967 | 43.              | Nihon -10-                   | 15               |
| 1968 | 44.              | Nihon -11-                   | 15               |
| 1969 | 45.              | Nippon-Taiiku-Universität    | 15               |
| 1970 | 46.              | Nippon Taiiku -2-            | 15               |
| 1971 | 47.              | Nippon Taiiku -3-            | 15               |
| 1972 | 48.              | Nippon Taiiku -4-            | 15               |
| 1973 | 49.              | Nippon Taiiku -5-            | 15               |
| 1974 | 50.              | Nihon -12-                   | 20               |
| 1975 | 51.              | Daito-Bunka-Universität      | 15               |
| 1976 | 52.              | Daito Bunka -2-              | 15               |
| 1977 | 53.              | Nippon Taiiku -6-            | 15               |
| 1978 | 54.              | Nippon Taiiku -7-            | 15               |
| 1979 | 55.              | Juntendo -2-                 | 15               |
| 1980 | 56.              | Nippon Taiiku -8-            | 15               |
| 1981 | 57.              | Juntendo -3-                 | 15               |
| 1982 | 58.              | Juntendo -4-                 | 15               |
| 1983 | 59.              | Nippon Taiiku -9-            | 15               |
| 1984 | 60.              | Waseda -10-                  | 20               |
| 1985 | 61.              | Waseda -11-                  | 15               |
| 1986 | 62.              | Juntendo -5-                 | 15               |
| 1987 | 63.              | Juntendo -6-                 | 15               |
| 1988 | 64.              | Juntendo -7-                 | 15               |
| 1989 | 65.              | Juntendo -8-                 | 15               |
| 1990 | 66.              | Daito Bunka -3-              | 15               |
| 1991 | 67.              | Daito Bunka -4-              | 15               |
| 1992 | 68.              | Yamanashi-Gakuin-Universität | 15               |
| 1993 | 69.              | Waseda -12-                  | 15               |
| 1994 | 70.              | Yamanashi Gakuin -2-         | 20               |
| 1995 | 71.              | Yamanashi Gakuin -3-         | 15               |
| 1996 | 72.              | Chuo -14-                    | 15               |
| 1997 | 73.              | Kanagawa-Universität         | 15               |
| 1998 | 74.              | Kanagawa -2-                 | 15               |
| 1999 | 75.              | Juntendo -9-                 | 15               |
| 2000 | 76.              | Komazawa-Universität         | 15               |
| 2001 | 77.              | Juntendo -10-                | 15               |
| 2002 | 78.              | Komazawa -2-                 | 15               |
| 2003 | 79.              | Komazawa -3-                 | 19               |
| 2004 | 80.              | Komazawa -4-                 | 19               |
| 2005 | 81.              | Komazawa -5-                 | 19               |
| 2006 | 82.              | Asia-Universität             | 19               |
| 2007 | 83.              | Juntendo -11-                | 19               |
| 2008 | 84.              | Komazawa -6-                 | 19               |
| 2009 | 85.              | Toyo-Universität             | 22               |
| 2010 | 86.              | Toyo -2-                     | 19               |
| 2011 | 87.              | Waseda -13-                  | 19               |
| 2012 | 88.              | Toyo -3-                     | 19               |
| 2013 | 89.              | Nippon Taiiku -10-           | 19               |
| 2014 | 90.              | Toyo -4-                     | 23               |
| 2015 | 91.              | Aoyama-Gakuin-Universität    | 20               |
| 2016 | 92.              | Aoyama Gakuin -2-            | 20               |
| 2017 | 93.              | Aoyama Gakuin -3-            | 20               |
| 2018 | 94.              | Aoyama Gakuin -4-            | 20               |
| 2019 | 95.              | Tokai-Universität            | 22               |
| 2020 | 96.              | Aoyama Gakuin -5-            | 20               |
| 2021 | 97.              | Komazawa -7-                 | 20               |
| 2022 | 98.              | Aoyama Gakuin -6-            | 20               |
| 2023 | 99.              | Komazawa -8-                 | 20               |
| 2024 | 100.             | Aoyama Gakuin -7-            | 23               |

### Streckenrekorde
Streckenrekorde der Stand 2024 aktuellen Etappen.
| Etappe | Länge   | Zeit      | Läufer              | Universität                    | Austragung  |
| ------ | ------- | --------- | ------------------- | ------------------------------ | ----------- |
| 1      | 21,3 km | 1:00:40 h | Yamato Yoshii       | Chuo-Universität               | 98. (2022)  |
| 2      | 23,1 km | 1:05:49 h | Vincent Yegon (KEN) | Tokyo International University | 97. (2021)  |
| 3      | 21,4 km | 59:25 min | Vincent Yegon (KEN) | Tokyo International University | 96. (2020)  |
| 4      | 20,9 km | 1:00:00 h | Vincent Yegon (KEN) | Tokyo International University | 99. (2023)  |
| 5      | 20,8 km | 1:09:14 h | Yuito Yamamoto      | Josai-Universität              | 100. (2024) |
| 6      | 20,8 km | 57:17 min | Ryoji Tatezawa      | Tokai-Universität              | 96. (2020)  |
| 7      | 21,3 km | 1:01:40 h | Hiroki Abe          | Meiji-Universität              | 96. (2020)  |
| 8      | 21,4 km | 1:03:49 h | Yohei Komatsu       | Tokai-Universität              | 95. (2019)  |
| 9      | 23,1 km | 1:07:15 h | Yuito Nakamura      | Aoyama-Gakuin-Universität      | 98. (2022)  |
| 10     | 23,0 km | 1:07:50 h | Hironobu Nakakura   | Aoyama-Gakuin-Universität      | 98. (2022)  |

### Shiso-Kanaguri-Trophäe
Der nach Shiso Kanaguri benannte Preis wird seit 2004 an den „Most Valuable Player“ verliehen.
Aus.: Austragung
| Jahr | Aus. | Läufer                | Universität                        |
| ---- | ---- | --------------------- | ---------------------------------- |
| 2004 | 80.  | Koji Kanegae          | Universität Tsukuba                |
| 2005 | 81.  | Masato Imai           | Juntendo-Universität               |
| 2006 | 82.  | Masato Imai -2-       | Juntendo-Universität -2-           |
| 2007 | 83.  | Yuki Sato             | Tokai-Universität                  |
| 2007 | 83.  | Masato Imai -3-       | Juntendo-Universität -3-           |
| 2008 | 84.  | Jun Shinoto           | Chuo-Gakuin-Universität            |
| 2009 | 85.  | Ryuji Kashiwabara     | Toyo-Universität                   |
| 2010 | 86.  | Ryuji Kashiwabara -2- | Toyo-Universität -2-               |
| 2011 | 87.  | Akinobu Murasawa      | Tokai-Universität -2-              |
| 2012 | 88.  | Ryuji Kashiwabara -3- | Toyo-Universität -3-               |
| 2013 | 89.  | Shota Hattori         | Nippon-Taiiku-Universität          |
| 2014 | 90.  | Kento Otsu            | Toyo-Universität -4-               |
| 2015 | 91.  | Daichi Kamino         | Aoyama-Gakuin-Universität          |
| 2016 | 92.  | Kazuma Kubota         | Aoyama-Gakuin-Universität -2-      |
| 2017 | 93.  | Kiyohito Akiyama      | Nippon-Taiiku-Universität -2-      |
| 2018 | 94.  | Keisuke Hayashi       | Aoyama-Gakuin-Universität -3-      |
| 2019 | 95.  | Yohei Komatsu         | Tokai-Universität -3-              |
| 2020 | 96.  | Akira Aizawa          | Toyo-Universität -5-               |
| 2021 | 97.  | Vincent Yegon (KEN)   | Tokyo International University     |
| 2022 | 98.  | Yamato Yoshii         | Chuo-Universität                   |
| 2022 | 98.  | Yuito Nakamura        | Aoyama-Gakuin-Universität -4-      |
| 2023 | 99.  | Vincent Yegon (KEN)   | Tokyo International University -2- |
| 2024 | 100. | Yuito Yamamoto        | Josai-Universität                  |

## Populärkultur
Der Roman Kaze ga Tsuyoku Fuiteiru von Shion Miura aus dem Jahr 2006 behandelt einen Studentenclub, der am Hakone Ekiden teilnehmen will. Er wurde als Anime, Manga und Spielfilm adaptiert, die 2018 produzierte Animeserie wurde unter dem Titel Run with the Wind auch international veröffentlicht.